# Guatizalema
Le Guatizalema est une rivière (en espagnol : río Guatizalema) de la province de Huesca, en Aragon (nord de l'Espagne), sous-affluent de l'Èbre via le Cinca, le Sègre et l'Alcanadre. Son cours suit une direction principalement nord-sud, des environs du village de Nocito, dans la sierra de Aineto, jusqu'à son confluent avec l'Alcanadre, près du village de Venta de Ballerías. Il alimente le barrage de Vadiello. 